# Splendrillia granatella
Splendrillia granatella é uma espécie de gastrópode do gênero Splendrillia, pertencente a família Drilliidae.